# دیپ پارک، شهرستان الدورادو، کالیفرنیا
دیپ پارک (به انگلیسی: Deer Park) یک منطقهٔ مسکونی در ایالات متحده آمریکا است که در شهرستان ال دورادو، کالیفرنیا واقع شده‌است. دیپ پارک ۵۳۵ متر بالاتر از سطح دریا واقع شده‌است.